# Siyoum

Le siyoum est une fête célébrée à la fin d'une étude de la Torah. On peut en réaliser un à la fin d'un livre de Talmud ou de Mishnah. Un siyoum est généralement accompagné d'un repas appelé séoudat mitsva, c'est-à-dire d'un festin en l'honneur de la mitsva.